# Rönngrundet (vid Vänö, Kimitoön)
Rönngrundet är öar i Finland. De ligger i Skärgårdshavet och i kommunen Kimitoön i landskapet Egentliga Finland, i den sydvästra delen av landet. Öarna ligger omkring 62 kilometer söder om Åbo och omkring 160 kilometer väster om Helsingfors.  De ligger på ön Lilla Äspskär.
Arean för den av öarna koordinaterna pekar på är 2,1 hektar och dess största längd är 280 meter i nord-sydlig riktning. Det finns inga samhällen i närheten.